# Sophie Scholl - Los últimos días
Sophie Scholl - Los últimos días (título original en alemán Sophie Scholl - Die letzten Tage) es una película alemana del año 2005 del director Marc Rothemund y el escritor Fred Breinersdorfer. La película trata de los últimos días de Sophie Scholl, una chica de 21 años que era miembro del grupo de resistencia no violenta antinazi "la Rosa Blanca", parte del movimiento de resistencia alemana. Fue encontrada culpable por alta traición por la Tribunal del Pueblo y ejecutada el mismo día, 22 de febrero de 1943.
La película se presentó en el 55.º Festival Internacional de Cine de Berlín en febrero de 2005 y ganó el Oso de Plata al Mejor Director y Mejor Actriz (Julia Jentsch). Fue nominada al Premio  Óscar a la Mejor Película en Lengua Extranjera.

## Elenco
- Julia Jentsch es Sophie Scholl.
- Fabian Hinrichs es Hans Scholl.
- Gerald Alexander Held es Robert Mohr.
- Johanna Gastdorf es Else Gebel.
- André Hennicke es Doctor Roland Freisler.
- Florian Stetter es Christoph Probst.
- Maximilian Brückner es Willi Graf.
- Johannes Suhm es Alexander Schmorell.
- Lili Jung es Gisela Schertling.
- Petra Kelling es Magdalena Scholl.
- Jörg Hube es Robert Scholl.
- Franz Staber es Werner Scholl.

## Sinopsis
Ambientada en Múnich, 1943. Durante la devastadora ocupación de Europa por Hitler, un grupo de jóvenes, en su mayoría universitarios, recurre a la resistencia pasiva como única solución para paralizar a los nazis y a su inhumana máquina bélica. Así nace la "Rosa Blanca", un movimiento de resistencia cuyo propósito era la caída del Tercer Reich. Sophie Scholl es la única mujer del grupo, una joven ingenua que no tardará en convertirse en una antinazi convencida e intrépida. El 18 de febrero de 1943 detienen a Sophie y a su hermano mientras distribuyen panfletos en la universidad. Durante los días que siguen al arresto, el duro interrogatorio al que es sometida Sophie por parte de un oficial de la Gestapo, Robert Mohr, no tarda en convertirse en un intenso duelo psicológico. La joven miente y desmiente, maniobra y le reta, parece rendirse antes de atacar de nuevo con renovadas fuerzas, y casi consigue derrotar a su oponente. Por fin, ante unas pruebas aplastantes, Sophie confiesa, aunque hace un último y desesperado intento para proteger a su hermano y a los otros miembros de "La Rosa Blanca". Conmovido por la infrecuente valentía de Sophie, Robert Mohr le ofrece una escapatoria a cambio de traicionar sus ideales. Pero ella rechaza la oferta así que deberá ser ejecutada.

## Premios y reconocimientos
Berlinale, 2005
- “Oso de plata: Mejor director” - Marc Rothemund
- “Oso de plata: Mejor actriz” - Julia Jentsch

Premio del cine europeo, 2005
- “Mejor actriz europea” - Julia Jentsch

Premios del cine alemán (“Lolas”)
- “Mejor actriz” - Julia Jentsch
- “Premio del público”

Deutscher Filmpreis
- “Mejor película”, Premio de plata
- “Mejor actriz protagonista” - Julia Jentsch

78º Premios de la Academia
- Nominada para “Mejor película en lengua extranjera”

25º Fajr International Film Festival, 2007
- "The Special Jury Award"